# Curahuara de Carangas
Curahuara de Carangas est une ville de Bolivie, située dans le département d'Oruro.